# JH Classics

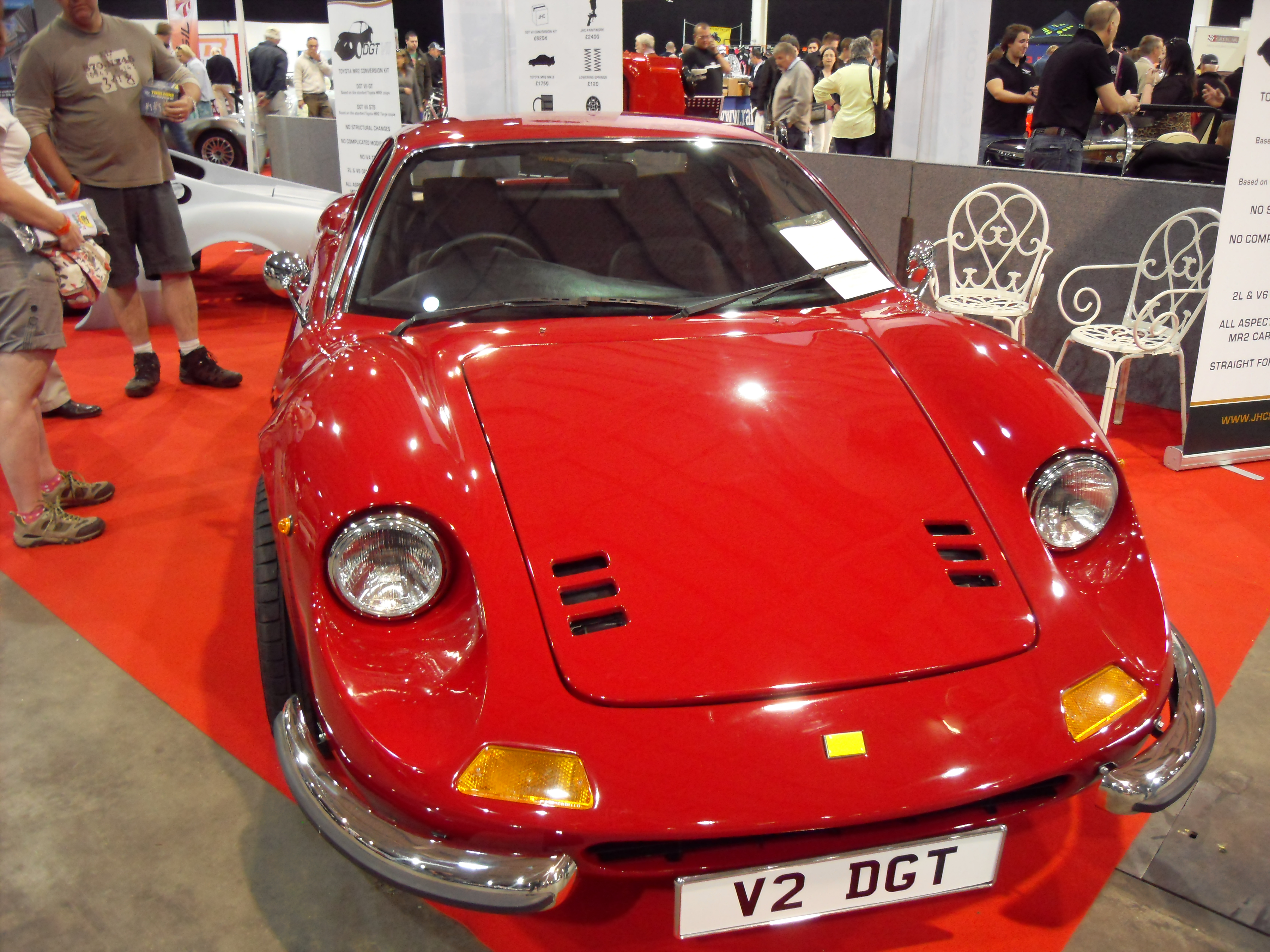
JH DGT VII

JH Classics ist ein britischer Hersteller von Automobilen.

## Unternehmensgeschichte
John Hurst, der früher Deon Cars leitete, gründete 2010 das Unternehmen in der Nähe von Taunton in der Grafschaft Somerset. Er begann 2011 mit der Produktion von Automobilen und Kits. Der Markenname lautet JH. Insgesamt entstanden bisher etwa 15 Exemplare.

## Fahrzeuge
Im Angebot steht das Modell DGT VII (für Version II) in den Ausführungen DGT 204 und DGT 306. Dies sind Nachbildungen des Dino 246 als Coupé und Coupé mit Targadach. Die Basis der Fahrzeuge bildet der Toyota MR 2. Ein Bausatz kostete Anfang 2011 9200 Pfund.